# 샤프트 (2019년 영화)
《샤프트》(영어: Shaft)는 미국에서 제작된 팀 스토리 감독의 2019년 액션 코미디 영화이다. 새뮤얼 L. 잭슨, 제시 T. 어셔, 리처드 라운트리가 섀프트 삼대 역으로 출연하였다.
2019년 6월 14일 미국에서 극장 개봉하였다.
샤프트 영화 시리즈 다섯 번째 작품이며 시리즈 첫 번째 영화인 《샤프트》(1971)의 네 번째 속편이다. 전편 《샤프트》(2000)에서 조카와 삼촌 사이로 나왔던 새뮤얼 L. 잭슨과 리처드 라운트리가 소급적 연속성 적용으로 본 영화에선 아들과 아버지 사이로 출연하였다.

## 줄거리
1989년 뉴욕 경찰국 형사 존 섀프트, 아내 마이아, 신생아 아들 JJ는  마약왕 피에로 "고디토" 카레라의 암살 시도를 간신히 벗어난다. 안전이 염려된 마이아는 섀프트와 이혼하고 JJ를 혼자 키워나간다.
25년 뒤 신참 연방수사국(FBI) 분석가가 된 JJ는 육군 출신 친구 커림이 헤로인 과다 복용으로 위장 살해되자 탐정으로 일하는 섀프트에게 도움을 청한다.

## 출연
- 새뮤얼 L. 잭슨 - 존 섀프트 2세 역
- 제시 T. 어셔 - 존 "J.J." 섀프트 3세 역
- 리처드 라운트리 - 존 섀프트 1세 역
- 리지나 홀 - 마이아 바바니코스 역
- 알렉산드라 십 - 사샤 아리어스 역
- 맷 로리아 - 게리 커트워스 소령 역
- 타이터스 웰리버 - FBI 특수 요원 비에티 역
- 클리프 "메소드 맨" 스미스 - 프레디 P. 역
- 이자크 드방콜레 - 피에로 "고디토" 카레라 역
- 애번 조기아 - 커림 해선 역
- 로런 벨레스 - 베니 로드리게스 역
- 로비 존스 - 키스 윌리엄스 병장 역
- 릴런드 L. 존스 - 론 역
- 에이드리엔 C. 무어 - 페퍼 씨 역

## 기타 제작진
- 총괄 제작: 케니아 배리스, 리처드 브레너, 마크 S. 피셔, 조시 맥, 아이라 너폴리엘로, 팀 스토리